# Xã Hutsonville, Quận Crawford, Illinois
Xã Hutsonville (tiếng Anh: Hutsonville Township) là một xã thuộc quận Crawford, tiểu bang Illinois, Hoa Kỳ. Năm 2010, dân số của xã này là 1.177 người.